# Myxomatose
Myxomatose, også kaldet kaninpest, er en dødelig sygdom som kaniner kan få. Dødeligheden er tæt på 100 %.
I andet halvår af 2007 har der været over 100 udbrud af myxomatose i Danmark, primært på Sjælland, Lolland og Falster.[kilde mangler]

## Eksterne link
- Fødevarestyrelsen om myxomatose Arkiveret 9. juni 2007 hos  Wayback Machine
- Netdyredoktor om myxomatose

| Dyr | Spire Denne artikel om dyr er en spire som bør udbygges. Du er velkommen til at hjælpe Wikipedia ved at udvide den. |